# Cudahy (Wisconsin)
Cudahy é uma cidade localizada no estado norte-americano do Wisconsin, no Condado de Milwaukee.

## Demografia
Segundo o censo norte-americano de 2000, a sua população era de 18.429 habitantes.
Em 2006, foi estimada uma população de 18.051, um decréscimo de 378 (-2.1%).

## Geografia
De acordo com o United States Census Bureau tem uma área de 12,3 km², dos quais 12,3 km² cobertos por terra e 0,0 km² cobertos por água.

## Localidades na vizinhança
O diagrama seguinte representa as localidades num raio de 12 km ao redor de Cudahy.